# Jackson (Ohio)
Jackson é uma cidade localizada no estado norte-americano de Ohio, no Condado de Jackson.

## História
Fundada em 1817, seus habitantes resolveram batizá-la em homagem a Andrew Jackson, herói de guerra e que se tornaria presidente dos EUA anos depois. A comunidade era pequena, com apenas 297 habitantes em 1840. Em 1846, Jackson possuía cerca de quatro igrejas, pouquíssimas lojas e uma redação de jornal. Nos quarenta anos seguintes, a população cresceu lentamente, ajudada também pelas obras de duas ferrovias que foram construídas em 1880. Nesse ano, a população era de 3021 pessoas. Em 1886, já havia empresas que trabalhavam com a exploração do ferro e carvão locais.
Migrantes que chegavam à cidade incluíam ex-escravos, que vinham das comunidades negras no sul de Ohio, procurando oportunidades que o campo já não mais oferecia. Muitos eram também índios, conectados a tribos com os Saponi-Catawba.
Jackson manteve o crescimento no século XX, se tornando em 2000 a maior cidade do seu condado, com 6184 habitantes, cerca de 20% da população. A maioria dos trabalhadores trabalha nas indústrias da região.

## Geografia
De acordo com o United States Census Bureau tem uma área de
21,99 km², dos quais 21,32 km² cobertos por terra e 0,67 km² cobertos por água
. Jackson localiza-se a aproximadamente 423m acima do nível do mar.

## Demografia

### Censo de 2000
Segundo o censo norte-americano de 2000, a sua população era de 6184 habitantes, distribuídas em 2667 residências, e 1712 famílias. A densidade populacional era de 317,9 hab./km².
A composição étnica era formada de 98,19% brancos, 0,44% de afro-americanos, 0,19% de índios norte-americanos, 0,26% de asiáticos, 0,03% de polinésios e 0,6% se identificam como tendo mais de uma raça.
Das 2667 residências, 30,9% possuíam crianças ou jovens menores de 18 anos. 45,8% possuíam casais, e 14,2% eram habitadas por mulheres separadas. 35,8% não possuíam famílias.
Em 2006, foi estimada uma população de 6232, um aumento de 48 (0.8%).

## Localidades na vizinhança
O diagrama seguinte representa as localidades num raio de 20 km ao redor de Jackson.